# The Reel Me
The Reel Me (tiếng Việt: Mặt thật của tôi) là đĩa DVD thứ ba của ca sĩ người Mỹ Jennifer Lopez, được phát hành vào tháng 11 năm 2003. Đĩa bao gồm 16 video ca nhạc của cô và hậu trường của những video ấy.

## Danh sách video/ca khúc

### DVD
1. "If You Had My Love"
2. "No Me Ames" (song ca cùng Marc Anthony)
3. "Waiting for Tonight" (Hex Hector Remix)
4. "Feelin' So Good" (cùng Big Pun và Fat Joe)
5. "Love Don't Cost a Thing"
6. "Play"
7. "I'm Real"
8. "I'm Real" (Murder Remix cùng Ja Rule)
9. "Ain't It Funny"
10. "Alive"
11. "Ain't It Funny" (Murder Remix cùng Ja Rule và Caddillac Tah)
12. "I'm Gonna Be Alright" (Track Masters Remix cùng Nas)
13. "Jenny from the Block" (cùng Styles P và Jadakiss)
14. "All I Have" (cùng LL Cool J)
15. "I'm Glad"
16. "Baby I Love U!"
17. "Kết thúc"

### Đĩa CD tặng kèm
1. "Baby I Love U!" – 4:29
2. "Jenny from the Block" (Seismic Crew's Latin Disco Trip) – 6:41
3. "All I Have" (cùng LL Cool J) (Ignorants Mix) – 4:03
4. "I'm Glad" (Paul Oakenfold Perfecto Remix) – 5:47
5. "The One" (Bastone & Burnz Club Mix) – 7:40
6. "Baby I Love U!" (R. Kelly Remix) – 4:11
7. "I'm Glad" (Big Brovaz Mix) - 3:45